# Le storie di Mozziconi
Le storie di Mozziconi è una serie televisiva italiana del 1983 diretta da Nanni Fabbri, tratta da 'Mozziconi' di Luigi Malerba.